# Polyetheretherketony

Chemická struktura polyetherketonu

Polyetheretherketony (PEEK; též polyetherketony) jsou termoplastické polymery s dobrými mechanickými vlastnostmi. Řadí se do skupiny polyaryletherketonů (PAEK).
Polyetherketonový polymer vzniká dialkylací bisfenolových solí.

## Použití
- vlákno pro průmyslové tkaniny, kompozity
- např. komponenty hodinek[3]
- potenciál použití jako materiál v ortopedických náhradách[4]